# Bernardus Silvestris
Bernardus Silvestris (1085 – 1160 of 1178) was een filosoof en dichter. Hij was verbonden aan de kathedraalschool van Chartres en gaf mee gestalte aan de renaissance van de 12e eeuw. Vanuit een christelijk neoplatonisme schreef hij een alternatief scheppingsverhaal genaamd Cosmographia.

## Leven
Er is weinig bekend over het leven van Silvestris. In In de 19e eeuw werd aangenomen dat hij dezelfde persoon was als Bernard van Chartres, maar deze identificatie is verworpen. Het is zeker dat hij de Cosmographia rond 1147 heeft voorgedragen aan paus Eugenius III. Hij kwam vermoedelijk uit Tours, want de Cosmographia bevat nauwkeurige beschrijvingen van deze stad en haar omgeving. Er zijn aanwijzingen dat hij verbonden was met een Spaanse filosofische traditie. Hij studeerde en doceerde in Chartres aan de belangrijkste kathedraalschool van Europa en was er ook kanunnik in de kathedraal.

## Cosmographia
Het bekendste werk van Bernardus is de Cosmographia, een epos in het Latijn over de schepping van de wereld, opgedragen aan Thierry van Chartres. Het is een prosimetrum dat afwisselt tussen poëzie en proza. Inhoudelijk wijkt het sterk af van de bijbelse versie. Hij putte vooral uit voorchristelijke bronnen als Plato, Cicero en het esoterische Corpus hermeticum om het ontstaan van de kosmos en de mens te beschrijven. Zijn gebruik van allegorie om metafysische en wetenschappelijke vragen te behandelen, greep terug naar ideeën uit het Timaios-commentaar van Calcidius. In het eerste deel, Megacosmus, treden vooral Vrouwe Natuur en Vrouwe Geest op, met God slechts op de achtergrond. In het tweede deel, Microcosmus, scheppen ze de mens, mee door toedoen van zuster Groei en haar dochters Theorie en Praktijk. De invloed van de Cosmographia is aanwijsbaar bij vooraanstaande auteurs als Hildegard van Bingen, Vincent van Beauvais, Dante Alighieri, Geoffrey Chaucer, Nicolaas van Cusa en Giovanni Boccaccio. Van die laatste is een exemplaar met eigenhandige annotaties bewaard.

## Ander werk
Silvestris schreef ook het gedicht Mathematicus. "Mathematicus" betekent niet een wiskundige, maar een astroloog die de banen van de hemellichamen berekent en hun betekenis voor het lot van mensen. Dit gedicht van 854 verzen is geschreven in elegische disticha en overgeleverd in 17 manuscripten. Het behandelt het ethische probleem van astrologisch fatalisme en determinisme met behulp van materiaal uit de oudheid. 
Voorts is Silvestris waarschijnlijk de auteur van het gedicht Experimentarius, evenals van een aantal kortere gedichten. Andere werken werden in de late middeleeuwen aan hem toegeschreven, waaronder een lange maar onvoltooide commentaar op de Aeneis van Vergilius en een commentaar op Martianus Capella. De moderne meningen over deze toeschrijving zijn verdeeld: sommigen zien Bernard van Chartres als de Carnotensis op wiens naam het Aeneiscommentaar is overgeleverd.

## Uitgaven en vertalingen
- André Vernet, Bernardus Silvestris. Recherches sur l'auteur et l'oeuvre, suivies d'une édition critique de la 'Cosmographia', thesis École nationale des chartes, 1938
- Bernard Silvestris, De kosmos geschreven. Een twaalfde-eeuws scheppingsverhaal, vert. Piet Gerbrandy, 2021. ISBN 9789463403108

- Bibsys: 90098481
- Biblioteca Nacional de España: XX979790
- Bibliothèque nationale de France: cb12848592f (data)
- Catàleg d'autoritats de noms i títols de Catalunya: 981058515947806706
- CiNii: DA02055127
- Gemeinsame Normdatei: 118994077
- International Standard Name Identifier: 0000 0000 6243 9802
- Library of Congress Control Number: n79071066
- Nationale Bibliotheek van Tsjechië: jx20070130001
- Nationale Bibliotheek van Israël: 987007258392205171
- Nationale en Universitaire bibliotheek Zagreb: 000249666
- Nederlandse Thesaurus van Auteursnamen: 072814853
- Réseau des bibliothèques de Suisse occidentale: 02-A000018894
- Istituto Centrale per il Catalogo Unico: SBLV271490
- LIBRIS: 176394
- SNAC: w69w442n
- Système universitaire de documentation: 030542014
- Trove: 792426
- Virtual International Authority File: 88800528
- WorldCat: E39PCjHmm3bw9wVCGdCTrdqprq